# Kiaraberes-Gagak
Kiaraberes-Gagak (Indonesisch: Gunung Kiaraberes-Gagak) is een stratovulkaan op het Indonesische eiland Java in de provincie West-Java.